# Thụy Lâm
Thụy Lâm là một xã thuộc huyện Đông Anh, thành phố Hà Nội, Việt Nam.

## Địa lý
Xã Thụy Lâm nằm phía đông bắc huyện Đông Anh, là vùng đất nằm ven 
sông Cà Lồ, có vị trí địa lý:
- Phía đông giáp tỉnh Bắc Ninh
- Phía tây giáp xã Xuân Nộn
- Phía nam giáp xã Liên Hà và xã Vân Hà
- Phía bắc giáp huyện Sóc Sơn.

Xã Thụy Lâm có diện tích 11,24 km², dân số năm 2022 là 21.902 người, mật độ dân số đạt 1.945 người/km².

## Hành chính
Xã Thụy Lâm được chia thành 11 thôn: 5, 6, 7, Đào Thục, Biểu Khê, Cổ Miếu, Hà Lâm 1, Hà Lâm 2, Hà Lâm 3, 
Hương Trầm, Mạnh Tân.

## Lịch sử
Xưa kia xã Thụy Lâm có tên là xã Thư Lâm (có nghĩa là rừng chữ – do sự học hành đỗ đạt nhiều).
Đầu thế kỷ XIX, vùng đất Thụy Lâm thuộc địa bàn ba xã: Bằng Lâm, Đào 
Xá, Xuân Lôi, tổng Thư Lâm, trấn Kinh Bắc (sau đó thuộc trấn Bắc Ninh năm 1822 và 
tỉnh Bắc Ninh năm 1831).
Năm 1876, tổng Thư Lâm chuyển về huyện Đông Anh, đổi tên thành tổng 
Xuân Nộn và xã Đào Xá đổi thành xã Đào Thục, xã Bằng Lâm đổi thành Thư Lâm, 
xã Xuân Lôi đổi thành Thụy Lôi.
Sau Cách mạng tháng Tám năm 1945, xã Thụy Lôi và Thư Lâm sáp nhập 
thành xã Đức Hợp; xã Đào Thục chuyển thành thôn Đào Thục thuộc xã Đào 
Nguyên.
Năm 1949, hợp nhất xã Đức Hợp với thôn Đào Thục thành xã Tiến Mỹ; 
rồi đổi thành Tiến Bộ.
Thôn Hà Lâm 3 là các thôn mới trẻ nhất trong xã thành lập sau năm 1960 – là khu giãn dân của hai xã Thụy Lâm và Liên Hà); 4 làng Râm là các thôn Cổ miếu hay còn gọi là Râm Chợ, thôn Hương Trầm (tức Râm Trầm), thôn Mạnh Tân (tức Râm Bến) và Biểu Khê (tức Râm Biếu); Thôn Đào Thục (tên gốc là Đào Xá) và Thụy Lôi hay còn gọi là Làng Nhội. Trong đó thôn Thụy Lôi là một thôn lớn nhất có 3 khu (khu 5; khu 6 và khu 7). Các thôn này là các làng cổ và có nền văn hoá lâu đời.
Ngày 20 tháng 4 năm 1961, Quốc hội ban hành Nghị quyết về việc sáp nhập xã Tiến Bộ vào thành phố Hà Nội quản lý.
Ngày 31 tháng 5 năm 1961, Hội đồng Chính phủ ban hành 78-CP về việc xã Tiến Bộ thuộc huyện Đông Anh, thành phố Hà Nội.
Năm 1965, đổi tên xã Tiến Bộ thành xã Thụy Lâm.

## Kinh tế
Đến nay xã Thụy Lâm vẫn còn là một xã thuần nông làm nông nghiệp và bắt đầu có sự du nhập của một số nghề phụ như: Đồ gỗ mỹ nghệ, đồ gỗ giả cổ, trạm khảm mỹ nghệ,...

## Văn hóa
Thụy Lâm có múa rối nước dân gian Đào Thục ra đời từ Thế kỷ 18 (năm 1706) do ông Nguyễn Đăng Vinh (Đào Đăng Khiêm) truyền dạy cho dân làng, đến nay hơn 300 năm vẫn được truyền nghề qua bao thế hệ nối tiếp gìn giữ môn nghệ thuật độc đáo này như một báu vật gia truyền, hàng ngày phường rối không chỉ biểu diễn phục vụ hàng loạt các tour du lịch là những du khách nước ngoài về làng xem rối nước. Gặp nghệ nhân Nguyễn Thế Nghị du khách nước ngoài còn được tham gia trải nghiệm với nghề múa rối của làng như làm các con rối, tham gia biểu diễn cùng nghệ nhân. Đến nay Phường rối nước Đào Thục còn có cả sân khấu di động luôn đi biểu diễn khắp nơi trong nước và quốc tế.

### Di tích
Đình Đào Thục thờ Đương Giang, vị tướng của Đinh Bộ Lĩnh có công mang 5.000 quân lính và thu nạp 30 trai tráng làng Đào Thục đi đánh dẹp giặc Ngô cùng với một người trong mộng là Phi Nương Hoàng hậu. Bà là người đã phù giúp cho ông trong chiến trận.
Xã Thụy Lâm có di tích Núi Sái và chùa Thánh Phúc (Đào Thục) gắn liền với di tích Thành Cổ Loa, bởi hai nơi này đều thờ Đức Thánh Huyền Thiên Trấn Vũ, người đã giúp vua An Dương Vương trừ tà Bạch Kê Tinh (Thần gà trắng) kẻ luôn phá hại việc xây thành.
Đình làng Biểu Khê cũng thờ Đương Giang, là một vị tướng nhà Đinh có công trong việc dẹp loạn 12 sứ quân thời Đinh Tiên Hoàng.